# Pomáz
Pomáz (Duits: Paumasch) is een plaats (város) en gemeente in het Hongaarse comitaat Pest. Pomáz telt 16 202 inwoners (2007).

## Geboren
- Sándor Egervári (1950), Hongaars voetballer en voetbalcoach